# 李宗仁官邸
李宗仁官邸位于中国广西壮族自治区桂林市象山区文明路4号，杉湖南岸。

## 历史
该建筑始建于1942年，落成于1948年3月，是1948年下半年至1949年10月李宗仁回桂林居住和办公之地。官邸占地面积约4321平方米，由主楼、附楼、副官楼、警卫室、花园等部分组成。主楼面积为818平方米，为砖木结构，内有会议厅、会客室、秘书室、书房、卧室等。1966年3月16日，李宗仁曾到此故地重游。

## 图片
- 主楼和副楼
- 主楼
- 李宗仁卧室
- 会议室